# マウントゴックス
マウントゴックス（株式会社MTGOX、英語: Mt. Gox）とは東京都に拠点を構えるビットコイン交換所である。2009年にトレーディングカードの交換所として設立されたが、2010年にビットコイン事業に転換、一時は最大級の取引量を誇るビットコイン交換所になっていた。 
2014年2月23日、マルク・カルプレスCEOがビットコイン財団の取締役を辞任、同時にTwitterアカウントにあった投稿は消去された。
24日、マウントゴックスは全取引を中止、数時間後にサイトが消去されブランクページになった。あるブロガーによって公開され広まった信頼性不明の流出内部文書によれば、同社は何年も発覚しなかった窃盗行為によって744,408ビットコインを損失し破産に至ったという。同社のサイトが消去される少し前、他のビットコイン交換所6社は、これはマウントゴックスだけの問題であると共同声明を出した。

## 歴史

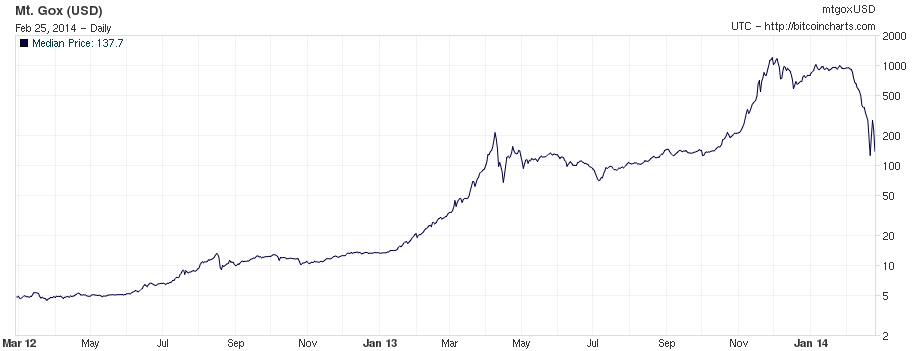
マウントゴックスで取引されたビットコインの価格をUSドルで示したグラフ

同社公式サイトは当初、ジェド・マケーレブによって人気カードゲームであるマジック:ザ・ギャザリングのトレーディングカードを売買するオンライン交換所として開設された。社名の由来はMagic: The Gathering Online eXchange（マジック:ザ・ギャザリングオンライン交換所）を略したものである。その後マケーレブはビットコイン交換所に事業を転換したが、2011年、マルク・カルプレスに売却している。カルプレス経営下で成長を続けた同社は、2013年4月に世界のビットコイン取引量の70 %を占めるまでになった。

### 取引に関する出来事
2011年6月19日、不正侵入者によるハッキング行為により同社で取引されているビットコインの名目価格が僅か1セントに不当に引き下げられた。伝えられるところによれば、犯人は、マウントゴックスに勤める監査役の感染したコンピュータから入手した証明書を使いハッキングを行い、大量のビットコインを手に入れたという。
また、任意の価格で大規模な注文を出し、名目上の価格で全部売却できる取引ソフトウェアを使っていたという。しかし数分以内に価格は正当なユーザー取引の価値に合うように訂正された。この取引の影響額は875万ドル以上相当に及んだ。
2013年2月22日、アメリカのフィンテック会社ドウォーラによる、新たな資金洗浄防止要件の導入に合わせ、いくつかのドウォーラのアカウントが一時的に使用を制限された。この結果、これらのアカウントへのマウントゴックスからの取引がドウォーラによって停止され、資金もマウントゴックスのアカウントに戻らなかった。マウントゴックスのヘルプデスクは「あなた方は実際我々からの払い戻しが中止されるのではないかと懸念を抱いているかもしれないが、我々は過去にこのようなことをしたことも無いしドウォーラと共にあなた方へ資金が返ってくるように努力をしているので慎重になってほしい。」と述べた。資金は最終的に3か月後の5月3日に返ってきたが「ドウォーラは再度我々からの払い戻しを中止することは無いから安心してほしい。」と述べている。
2013年3月、ビットコインの取引ログや「ブロックチェーン」テンポラリーが取引の承認方法に関する規則が異なる2つの独立したログに分割（fork）された。これにマウントゴックスによるビットコイン取引においてビットコイン預金を簡単に停止できるようになった。ビットコインの価格も37ドルと一時的に23 %下がったが数時間後元の値段である約48ドルにまで回復した。

### 取引の一時停止
2013年4月11日から12日午前2時（UTC）まで「市場のクールダウン」として取引が一時的に停止、100ドルで安定していた単一のビットコインの価値は取引再開後55.59ドルの最低基準まで下落した。
同年6月20日もアメリカ合衆国ドルへの払い戻しが停止、7月4日、払い戻しの再開を発表したが、9月5日時点でドルへの払い戻しは僅かな額に留まっている。
8月5日、マウントゴックスが不透明さのあった信用預金により重大な損失を被ったことで新たな預金が自社への資金提供が完了するまでにクレジットされないと思われると発表した。

### 法的問題
2013年5月2日、コインラボ（CoinLab）が、契約に違反したとして7500万ドルの訴訟をマウントゴックスに起こした。コインラボが同年2月にマウントゴックスの北米事業を買収することで提携を結んだと発表、しかしマウントゴックスがアメリカ合衆国やカナダの顧客をコインラボに譲渡しなかったことが訴訟理由としている。
同月13日、アメリカ合衆国国土安全保障省（DHS）がマウントゴックスのアメリカ合衆国所在子会社が持っているドウォーラの支払いシステム付きのアカウントにある資金を押収する権利があると発表した。この根拠はアメリカ合衆国移民・関税執行局（ICE）が主張しており、en:Financial Crimes Enforcement Network（アメリカ財務省金融犯罪捜査ネットワーク、FinCEN）に登録されるべきであったと思われる子会社がアメリカ合衆国国内で未登録のマネートランスミッターを運営していたことによるものである。
6月29日、マウントゴックスはFinCENよりマネー・サービス・ビジネス（MSB）ライセンスを取得した。

#### 払い戻しの遅延と停止
WIRED誌が2013年11月に報じたところによると、顧客は自身のアカウントからお金を払い戻してもらうのに数週間から数ヶ月の遅延に見舞われているという。この記事によればマウントゴックスは「法的問題からアメリカ合衆国のバンキングシステムから事実上凍結されている」とされている。払い戻しの長期的な遅延による顧客の苦情が増加し2014年2月の時点でインターネット掲示板にあるビットコインに関するスレッドには3300もの書き込みがあった。
2014年2月7日、マウントゴックスによる全てのビットコイン払い戻しが停止した。同社は払い戻し要求に応じられないことについて「通貨プロセスの明白な技術的視点を得るため」と述べている。10日に同社が出したプレスリリースにてトランザクション展性の原因として「ビットコインのソフトウェアの欠陥によりビットコインのネットワークにおいて実際はビットコインが送信されているのに送信されていないかのように取引の詳細が書き換えられたためだ。取引が正常に行われなくなりビットコインに対する怒りが噴出しているため我々はビットコインの中核開発チームなどとこの問題の解決に全力を尽くしている」と述べた。
17日、マウントゴックスによる全ての払い戻しは未だに停止していて、競合交換所が通常営業に戻る中で、マウントゴックスはさらに別のプレスリリースとして段階を示してセキュリティ問題に取り組んでいることを主張した。ウォール・ストリート・ジャーナルによる電子メールのインタビューでカルプレスCEOは取引に関する金融的状態や払い戻し再開の期日が明確にされないことに関して顧客の間で懸念を増大させていることに対するコメントを拒否したが、もし払い戻しが再開出来た時は取引に関して「毎日、毎月の期日」を決めるとコメントした。コインデスクでマウントゴックスに出資した3000人のうち68 %がマウントゴックスからの払い戻しを待っていると言われていて平均的な待っている期間は1か月から3か月となっている。
20日、全ての払い戻しが停止されている中、マウントゴックスがまた別の声明として払い戻し再開時期が決められないと述べた。マウントゴックスの本社が入居し続ける東京のビルの前で2人のビットコイン愛用者が抗議を行っている。セキュリティ問題が取り沙汰される中で、マウントゴックスは事務所を渋谷区の別の場所に移転したと発表、また同社が示したビットコインの値段は他の交換所と比べて20 %も下回っており、同社による顧客への支払い見込みが無いことを市場で織り込まれている形になった。
25日、マウントゴックスはウェブサイトにて「当面、全ての取引を停止する」と発表、また「最近のニュースと同社の経営に対する潜在的な影響」について引用している。カルプレスはロイターに当社はターニングポイントに差し掛かっていると述べた。23日にカルプレスはビットコイン財団の取締役を辞任したことがわかった。
2月28日、東京地方裁判所に民事再生法の適用を申請、4月16日に東京地裁は債権者の多くが海外にいること、実態調査が進まないことから民事再生法適用申請を棄却、資産保全命令を出し、同月24日に同地裁は破産手続き開始を決めた。
2015年9月、破産管財人は、顧客ら約2万4700人が届け出た債権の総額が約2兆6630億円になったと発表した。
2017年11月24日、債権者はビットコイン高騰を受け、東京地方裁判所に民事再生手続きを申し立てた。
2018年3月7日、マウントゴックスの破産管財人は、「東京地方裁判所の許可を得て、ビットコイン約36000コイン（約382億円分）と、ビットコインキャッシュ約34000コイン（約48億円分）を売却した」という内容の報告書を東京地方裁判所に提出した。破産管財人は1コインを平均107万円程度で売却した計算で、これにより、債権総額の約460億円をほぼ充当した形となるという。
2018年6月22日、東京地方裁判所は民事再生手続を認める決定を下し、同時に破産手続は中止された。破産管財人が引き続き再生管財人を務める。

## ティバン
交換所は日本にあるティバンという企業が行っている。2009年に設立、東京商工会議所に登録している。